# Giro di Lombardia 1952
Il Giro di Lombardia 1952, quarantaseiesima edizione della corsa, fu disputata il 26  ottobre 1952, su un percorso totale di 226 km. Fu vinta dall'italiano Giuseppe Minardi, giunto al traguardo con il tempo di 6h03'36" alla media di 37,293 km/h, precedendo i connazionali Nino Defilippis e Arrigo Padovan.
Presero il via da Milano 135 ciclisti e 74 di essi portarono a termine la gara.

## Ordine d'arrivo (Top 10)
| Pos. | Corridore            | Squadra      | Tempo    |
| ---- | -------------------- | ------------ | -------- |
| 1    | Giuseppe Minardi     | Legnano      | 6h03'36" |
| 2    | Nino Defilippis      | Legnano      | s.t.     |
| 3    | Arrigo Padovan       | Atala        | s.t.     |
| 4    | Danilo Barozzi       | Atala        | s.t.     |
| 5    | Adolfo Grosso        | Benotto      | s.t.     |
| 6    | Waldemaro Bartolozzi | Atala        | s.t.     |
| 7    | Giorgio Albani       | Legnano      | s.t.     |
| 8    | Agostino Coletto     | Frejus       | s.t.     |
| 9    | Louison Bobet        | Stella-Huret | a 19"    |
| 10   | Ferdi Kübler         | Tebag        | s.t.     |